# Karl Haubenreißer
Karl Haubenreißer (* 11. November 1903 in Anger-Crottendorf; † 26. April 1945 in Berlin) war ein deutscher Schauspieler.

## Leben
Er spielte von 1927 bis 1931 am Nationaltheater Mannheim. 1933 trat Haubenreißer in Weimar auf, und von 1934 bis 1944 war er am Staatstheater Berlin engagiert. 1933 wurde er Obmann der Genossenschaft Deutscher Bühnen-Angehöriger (GDBA), die 1935 aufgelöst wurde. 
Seit 1938 wirkte er als Nebendarsteller in verschiedenen Filmen mit, darunter wiederholt in Propagandafilmen. Er stand 1944 in der Gottbegnadeten-Liste des Reichsministeriums für Volksaufklärung und Propaganda.
Haubenreißer war mit der Schauspielerin Herma Clement verheiratet. Er starb während der Kämpfe um Berlin.

## Filmografie
- 1938: Der Tiger von Eschnapur
- 1938: Das indische Grabmal
- 1938: Heimat
- 1938: Pour le Mérite
- 1938: Die 4 Gesellen
- 1939: Es war eine rauschende Ballnacht
- 1939: Robert Koch, der Bekämpfer des Todes
- 1940: Herz – modern möbliert
- 1940: Das Herz der Königin
- 1940: Bismarck
- 1941: Mein Leben für Irland
- 1941: Über alles in der Welt
- 1941: Ohm Krüger
- 1941: Ich klage an
- 1941: Ein Windstoß
- 1942: GPU
- 1943: Damals